# Суперкубок России по пляжному футболу
Суперкубок России по пляжному футболу — российское соревнование по пляжному футболу, в котором играет обладатель кубка России и чемпион России предыдущего сезона. Турнир состоял из двух матчей, дома и на выезде, по сумме которых и определился обладатель трофея. Второй Суперкубок (2018) разыгрывался в один матч, он проходил на площадке «Янтарь» в Москве.

## Результаты
| Дата | Победитель                                                   | Финалист                                               | Счёт       |
| ---- | ------------------------------------------------------------ | ------------------------------------------------------ | ---------- |
| 2011 | Локомотив (Москва) Победитель Чемпионата России 2010         | Крылья Советов (Самара) Обладатель Кубка России 2010   | 8:3 / 10:6 |
| 2018 | Кристалл (Санкт-Петербург) Обладатель Кубка России 2017      | Локомотив (Москва) Победитель Чемпионата России 2017   | 4-3        |
| 2024 | Кристалл (Санкт-Петербург) Победитель Чемпионата России 2023 | Локомотив (Москва) Вице-чемпион Чемпионата России 2023 | 6-5        |

## Лучшие команды
| Команда                    | Число побед     | Кол-во финалов  |
| -------------------------- | --------------- | --------------- |
| Локомотив (Москва)         | 1 (2011)        | 2 (2018) (2024) |
| Кристалл (Санкт-Петербург) | 2 (2018) (2024) | —               |
| Крылья Советов (Самара)    | —               | 1 (2011)        |